# Afrilobus australis
Afrilobus australis är en spindelart som beskrevs av Griswold och Norman I. Platnick 1987. Afrilobus australis ingår i släktet Afrilobus och familjen Orsolobidae. Inga underarter finns listade i Catalogue of Life.